# Polygrammodes hartigi
Polygrammodes hartigi là một loài bướm đêm trong họ Crambidae.